# MOBIJU

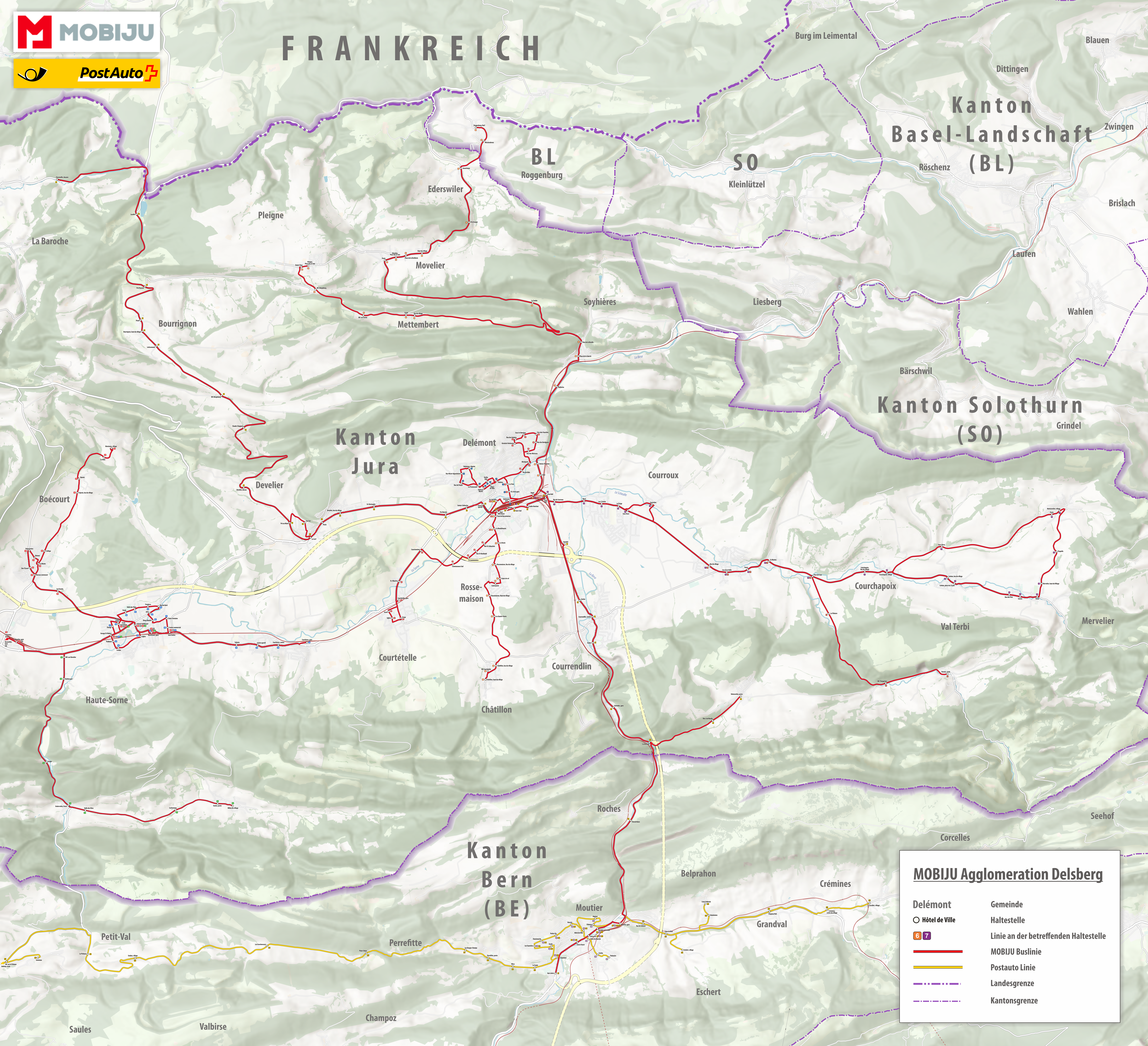
Netzplan Delémont, Haute-Sorne und Moutier

Netzplan Ajoie

Netzplan Franches-Montagnes, Haute-Sorne und Moutier

MOBIJU ist ein öffentliches Verkehrsunternehmen in der Schweiz, das vor allem den Kanton Jura und einzelne Gemeinden im Kanton Bern und Basel-Landschaft bedient.
Es betreibt ein Netz von 34 Buslinien. Die Linien verteilen sich auf die sechs Regionen Ajoie, Clos du Doubs, Delémont, Franches-Montagnes, Haute-Sorne und Moutier.

## Streckennetz
| Linie | Strecke                                                                   | Haltestellen |
| ----- | ------------------------------------------------------------------------- | ------------ |
| 1     | Delémont, gare – Delémont, Hôpital                                        | 12           |
| 2     | Delémont, Cras-des-Fourches – Courtételle, gare                           | 24           |
| 6     | Châtillon, haut du village – Pleigne, place du 23 Juin – Roggenburg, Dorf | 34           |
| 7     | Delémont, gare – Montsevelier, post                                       | 26           |
| 8     | Charmoille, douane – Moutier, Aux Laives                                  | 39           |
| 11    | Vicques, bas du village – Vermes, école                                   | 8            |
| 20    | Moutier, gare – Moutier, patinoire                                        | 16           |
| 21    | Moutier, gare – Bellelay, école                                           | 23           |
| 22    | Moutier, gare – Belprahon, Croix-Fédérale – Corcelles, village            | 9            |
| 32    | Tramelan, gare – Goumois, douane                                          | 22           |
| 33    | Tramelan, gare – Bassecourt, Jura Centre                                  | 29           |
| 34    | Le Noirmont, gare – Glovelier, ZAM/route de Boécourt                      | 27           |
| 35    | Tramelan, gare – Les Breuleux, gare – Bassecourt, Jura Centre             | 45           |
| 41    | Tavannes, gare – Les Genevez, poste                                       | 30           |
| 50    | Courfaivre, gare – Bassecourt, gare                                       | 20           |
| 51    | Bassecourt, Jura Centre – Montavon, village                               | 14           |
| 52    | Bassecourt, gare – Soulce, milieu du village                              | 12           |
| 61    | La Motte – St-Ursanne, gare                                               | 11           |
| 62    | Saignelégier, gare – St-Ursanne, gare                                     | 26           |
| 70    | Porrentruy, Sous-Bellevue – Porrentruy, Les Rochattes                     | 13           |
| 71    | Porrentruy, gare – Fahy, Douane                                           | 17           |
| 72    | Porrentruy, gare – Beurnevésin, Couronne                                  | 14           |
| 73    | Porrentruy, gare – Grandfontaine, bas du village                          | 15           |
| 74    | Porrentruy, gare – Bressaucourt, Les Brussattes                           | 11           |
| 75    | Porrentruy, gare – Villars-sur-Fontenais                                  | 9            |
| 76    | Porrentruy, gare – Cornol – Charmoille, Douane                            | 25           |
| 77    | Porrentruy, gare – Alle – Charmoille, Douane                              | 14           |
| 78    | Grandfontaine, bas du village – Damvant, église                           | 7            |
| 81    | Courtemaîche, gare – Montignez                                            | 6            |